# Barbara Hiltmann
Barbara Hiltmann (* 19. November 1954) ist eine deutsche Filmeditorin aus Berlin.
Barbara Hiltmann ist seit 1979 freischaffende Editorin. Sie ist Mitglied im Bundesverband Filmschnitt Editor e.V. (BFS).

## Filmografie (Auswahl)
- 1985: Krieg der Vampire (Animationsfilm)
- 1989: Die Tänzerin
- 1990: Eine deutsche Geschichte. Wir haben die Mauer durchbrochen (Dokumentarfilm)
- 1994: Alles Glück dieser Erde (Fernsehserie, 13 Folgen)
- 1995: Schlag weiter, kleines Kinderherz!
- 1996: Wolkenstein (Fernsehserie, 1 Folge)
- 1997: Blutige Scheidung
- 2000–2002: Im Namen des Gesetzes (Fernsehserie, 4 Folgen)
- 2002–2015: Küstenwache (Fernsehserie, 28 Folgen)
- 2003: Wunschkinder und andere Zufälle
- 2005: Die Schokoladenkönigin
- 2005: Glück auf halber Treppe
- 2006: Die Frau im roten Kleid
- 2006: Zwei Millionen suchen einen Vater
- 2006: Die Hochzeit meiner Töchter
- 2007: Mein Traum von Afrika
- 2007: Das Wunder der Liebe
- 2007: Stubbe – Von Fall zu Fall (Fernsehserie)
  - 2007: Schmutzige Geschäfte
  - 2007:  Bittere Wahrheiten
  - 2009:  Im toten Winkel
- 2008: Der Bergdoktor (Fernsehserie, 2 Folgen)
- 2008: 1:0 für das Glück
- 2008: Mamas Flitterwochen
- 2009: Alle Sehnsucht dieser Erde
- 2009: Familie Sonnenfeld (Fernsehserie, 2 Folgen)
- 2010: Die Hüttenwirtin
- 2015: In aller Freundschaft – Die jungen Ärzte (Fernsehserie, 6 Folgen)